# Středočeský krajský přebor 1969/1970
V soubojích Středočeského krajského přeboru 1969/70, jedné ze skupin 5. nejvyšší fotbalové soutěže, se utkalo 14 týmů dvoukolovým systémem podzim – jaro. Tento ročník skončil v červnu 1970. 

## Výsledná tabulka
Zdroj: 
| Poř. | Tým                               | Z  | V  | R | P  | VG | OG | B  |
| ---- | --------------------------------- | -- | -- | - | -- | -- | -- | -- |
| 1.   | TJ Králodvorská cementárna Beroun | 26 | 14 | 7 | 5  | 63 | 41 | 35 |
| 2.   | TJ Spartak Tesla Votice           | 26 | 12 | 8 | 6  | 45 | 27 | 32 |
| 3.   | TJ Metaz Týnec nad Sázavou        | 26 | 12 | 4 | 10 | 45 | 39 | 28 |
| 4.   | TJ Jiskra Poděbrady               | 26 | 10 | 7 | 9  | 52 | 40 | 27 |
| 5.   | TJ Hýskov                         | 26 | 12 | 3 | 11 | 43 | 34 | 27 |
| 6.   | TJ SONP Kladno „B“                | 26 | 10 | 7 | 9  | 48 | 48 | 27 |
| 7.   | TJ Spartak Příbram                | 26 | 11 | 5 | 10 | 35 | 35 | 27 |
| 8.   | TJ Lokomotiva Beroun              | 26 | 11 | 5 | 10 | 27 | 28 | 27 |
| 9.   | VTJ Dukla Příbram                 | 26 | 9  | 8 | 9  | 34 | 34 | 26 |
| 10.  | TJ Sokol Semice                   | 26 | 9  | 8 | 9  | 39 | 45 | 26 |
| 11.  | TJ Lokomotiva Rakovník            | 26 | 8  | 9 | 9  | 32 | 42 | 25 |
| 12.  | TJ Tatra Kolín                    | 26 | 9  | 4 | 13 | 31 | 42 | 22 |
| 13.  | TJ Jiskra Kolín                   | 26 | 6  | 6 | 14 | 26 | 47 | 18 |
| 14.  | TJ RZ Dobříš                      | 26 | 7  | 3 | 16 | 39 | 59 | 17 |

Poznámky:
- Z = Odehrané zápasy; V = Vítězství; R = Remízy; P = Prohry; VG = Vstřelené góly; OG = Obdržené góly; B = Body

|  | Postup do Divize C 1970/71             |
|  | Sestup do příslušné I. A třídy 1970/71 |